# Bivouac de la Fourche
Bivouac Corrado Alberico — Luigi Borgna
Le bivouac de la Fourche ou bivouac Corrado Alberico — Luigi Borgna, en italien bivacco Corrado Alberico — Luigi Borgna, est un refuge non gardé d'Italie construit en 1935 et détruit en 2022, situé dans le massif du Mont-Blanc, au pied du mont Maudit et au-dessus du glacier de la Brenva, à quelques mètres de la frontière avec la France.

## Géographie
Le bivouac est construit sur l'arête de la Brenva, une crête reliant la Tour Ronde au mont Maudit, entre la Fourche de la Brenva et le col de la Tour.
Il est accessible par le glacier du Géant au départ de la pointe Helbronner ou de l'aiguille du Midi.

## Histoire

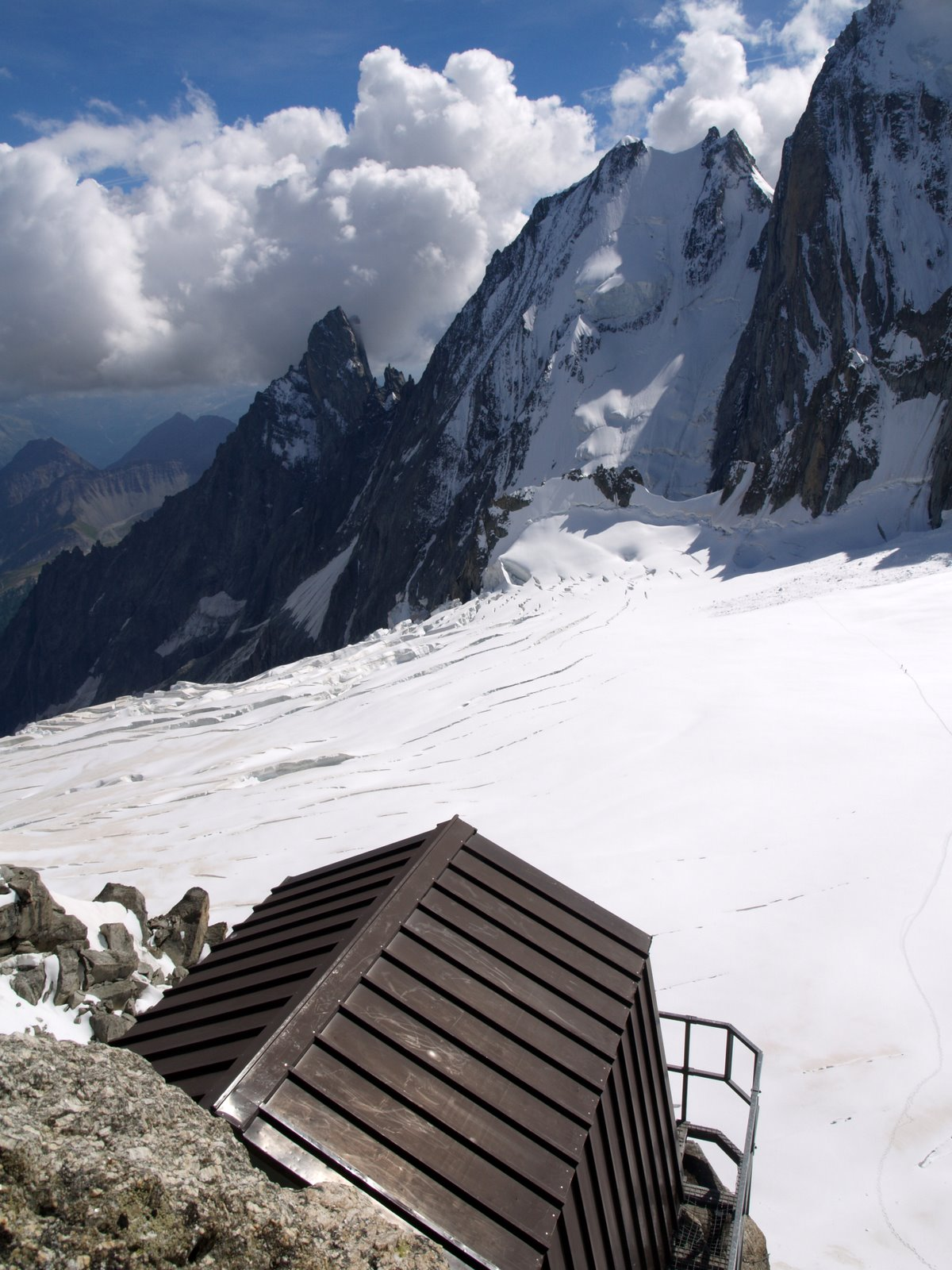
Vue du bivouac dominant le glacier de la Brenva en août 2008.

Le bâtiment originel est construit en 1935, baptisé du nom de Corrado Alberico et Luigi Borgna, deux guides italiens morts dans une avalanche en 1934. Le bâtiment est reconstruit en 1985 et fait l'objet de travaux en 2008 et 2014 ; il comporte alors dix couchages.
En 1940, il est occupé par les militaires italiens afin de contrôler la frontière et les mouvements de troupes françaises. Le ravitaillement se faisait depuis Entrèves via le bivouac de la Brenva.
Le rocher sur lequel il repose s'effondre fin août 2022, emportant le bâtiment avec lui ; les débris reposent sur le glacier de la Brenva environ 300 mètres en contrebas,,. L'accident ne fait aucune victime d'après la reconnaissance en hélicoptère le 26 août par les secours en montagne valdôtains,,.

## Ascensions
Du bivouac, les ascensions pouvaient être réalisées :
- vers le mont Blanc via la paroi de la Brenva (4 810 mètres) ;
- vers le mont Maudit via l'arête du Kuffner (4 468 mètres) ;
- vers le Grand Pilier d'Angle par les parois Est et Nord (4 234 mètres) ;
- vers l'aiguille Blanche de Peuterey par la face Nord (4 112 mètres).

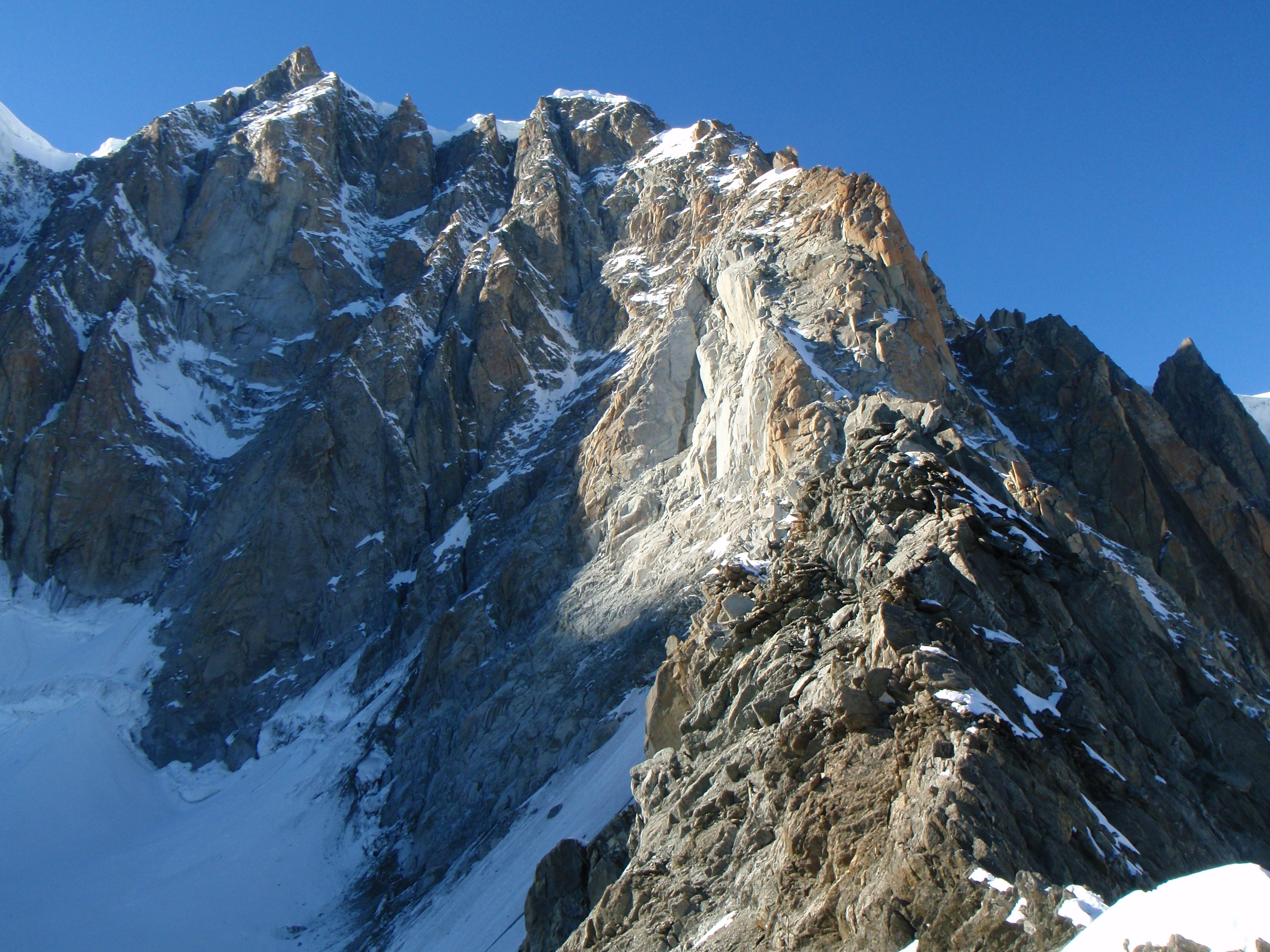
Le mont Maudit vu depuis le bivouac.